# Aeropuerto de High Level
El Aeropuerto de High Level (del inglés: High Level Airport) (IATA: YOJ, OACI: CYOJ) está ubicado a 6 MN (11 km; 6.9 mi) al noroeste de High Level, Alberta, Canadá.

## Aerolíneas y destinos
- Central Mountain Air
  - Edmonton / Aeropuerto Internacional de Edmonton